# New York, New York (film)
New York, New York este un film dramă muzical regizat de Martin Scorsese, și lansat în 1977. Este un tribut muzical adus orașului unde s-a născut Scorsese, New York City, iar din distribuția filmului fac parte Robert De Niro și Liza Minnelli în rolul unui cuplu de muzicanți și totodată iubiți. Producția conține cântece noi semnate de John Kander și Fred Ebb. 
Ca povestire și factură "New York, New York" este un amestec inspirat de Hollywood - în maniera tradițională - și de Scorsese în ceea ce are el mai modern și inteligent.
"New York, New York" reînvie epoca marilor orchestre swing. Cu mijloace importante, Scorsese reconstituie în studio New York-ul anilor '40, un oraș oniric recompus după filmele de epocă, omagiu adus pirotehniei vizuale de altădată." - Michael Henry în Larousse Dictionnaire du Cinéma, 1995.

## Nominalizări

### Premiul BAFTA
- BAFTA pentru cele mai bune costume - Theadora Van Runkle
- BAFTA pentru cea mai bună coloană sonoră - Kay Rose, Michael Colgan, James Fritch, Lary Jost, Richard Portman

### Premiul Globul de Aur
- Premiul Globul de Aur pentru cel mai bun film (muzical/comedie)
- Premiul Globul de Aur pentru cel mai bun actor (muzical/comedie) - Robert De Niro
- Premiul Globul de Aur pentru cea mai bună actriță (muzical/comedie) - Liza Minnelli
- Premiul Globul de Aur pentru cea mai bună melodie originală - John Kander, Fred Ebb